# Carl Johannes Thomae
Carl Johannes Thomae (llamado a veces Johannes Thomae, Karl Johannes Thomae, o Johannes Karl Thomae) (11 de diciembre de 1840, Laucha an der Unstrut - 1 de abril de 1921, Jena), fue un matemático alemán.

## Biografía

### Carrera académica
En 1864 obtuvo su doctorado, bajo la supervisión de Ernst Schering, en la Universidad de Gotinga, mientras que, en 1866 obtuvo la calificación que lo habilitaba para enseñar en Gotinga y, al año siguiente, en la Universidad de Halle.
En 1879, fue designado profesor titular en la Universidad de Jena.
En 1914, siendo decano de la facultad de filosofía en Jena, se retiró.

### Área de investigación
Sus investigaciones se centraron en el análisis complejo y con lo que, en alemán se llamaba "Epsilontik", el desarrollo preciso del análisis, geometría diferencial y topología, usando vecindades de épsilon, de la misma forma que Weierstrass.
La Función de Thomae, la Fórmula de transformación de Thomae (también conocida como la Transformación de Thomae y el Teorema de Thomae), la Fórmula de Thomae para curvas hiperelípticas y la Fórmula de Transformación de Sears-Thomae fueron nombradas en su honor.
Se llamaba a sí mismo un estudiante de Riemann, sin embargo, jamás asistió a una de sus clases.

### Vida personal
Hijo de August Thomae (profesor) y Emillie Gutsmuths, nació y creció en Laucha an der Unstrut.
En 1874 se casó con Anna Uhde, en la ciudad de Balgstädt, cerca de su ciudad natal, su hijo Walter nació el 5 de noviembre de 1875, sin embargo, Anna murió cinco días después de dar a luz.
En 1892 se casó, en segundas nupcias, con Sophie Prôpper, en Jena. Al año siguiente nació su hija Susanne.
Falleció en 1921, luego de una corta enfermedad.

## Trabajos
- Thomae, Carl Johannes (1870), «Beitrag zur Bestimmung von θ(0,0,...0) durch die Klassenmoduln algebraischer Funktionen», Journal für die reine und angewandte Mathematik 71: 201-222.
- Elementare Theorie der analytischen Funktionen einer komplexen Veränderlichen. Nebert, Halle (Saale) 1880.